# Astragalus oophorus
Astragalus oophorus — вид квіткових рослин з родини бобових (Fabaceae). Ареал охоплює такі країни: США (Аризона, Каліфорнія, Колорадо, Невада, Юта).

## Середовище
Це багаторічна трав'яниста рослина, яка росте в сухих середовищах, лісах піньон/ялівець та в порушених середовищах, таких як узбіччя доріг. Висота проживання: 750–2100 метрів. Наразі немає відомих серйозних загроз для цього виду.

## Галерея

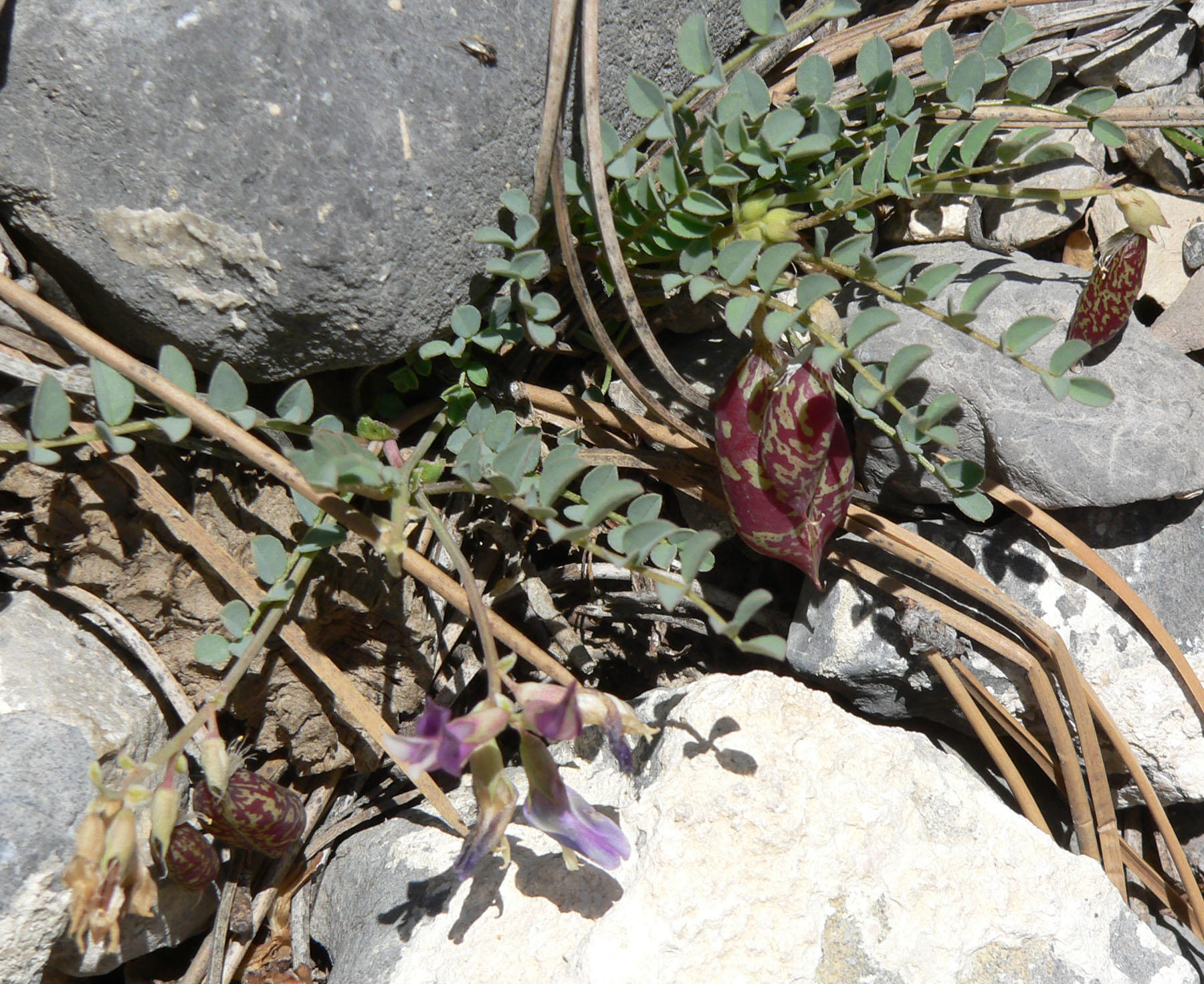
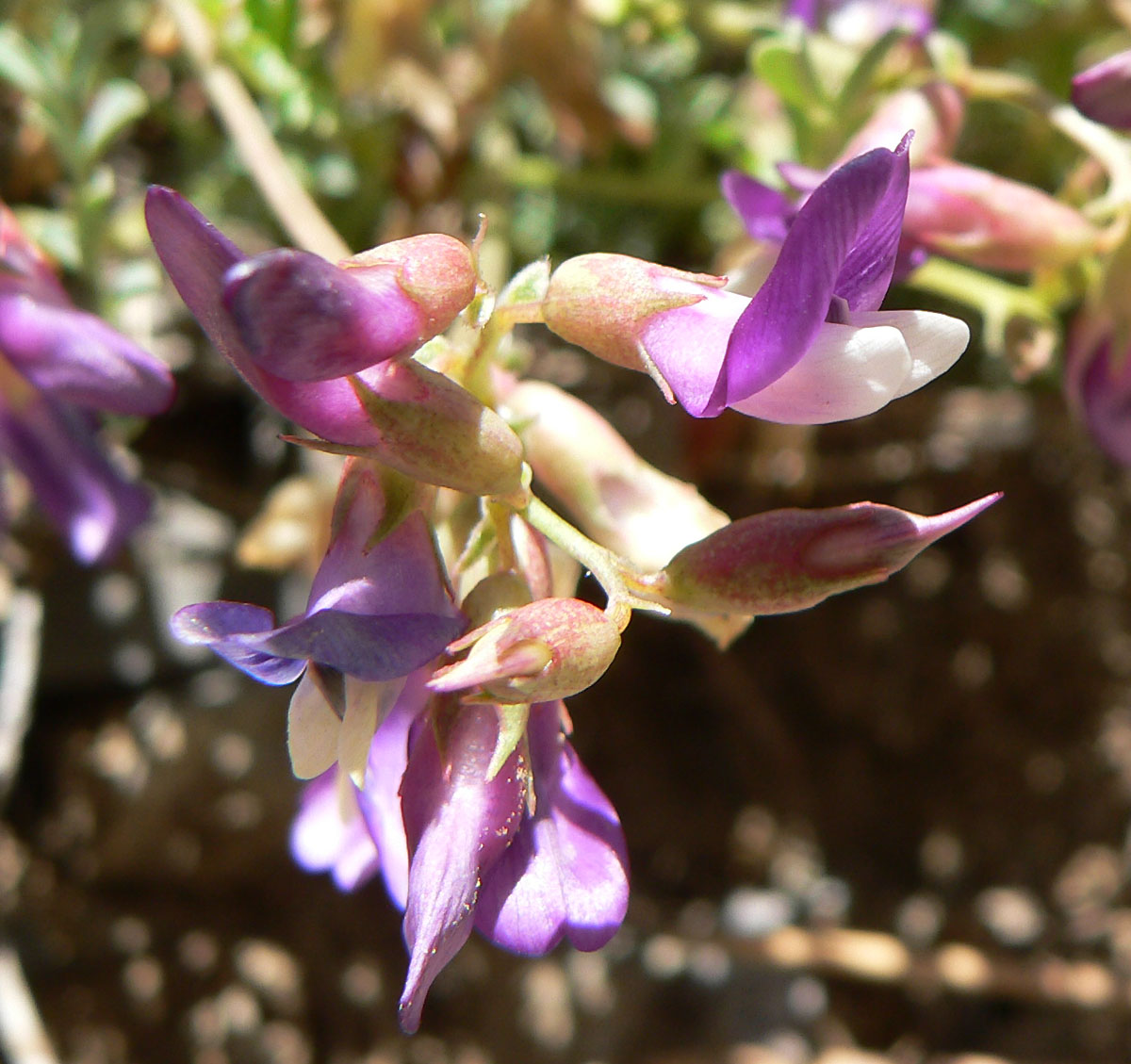
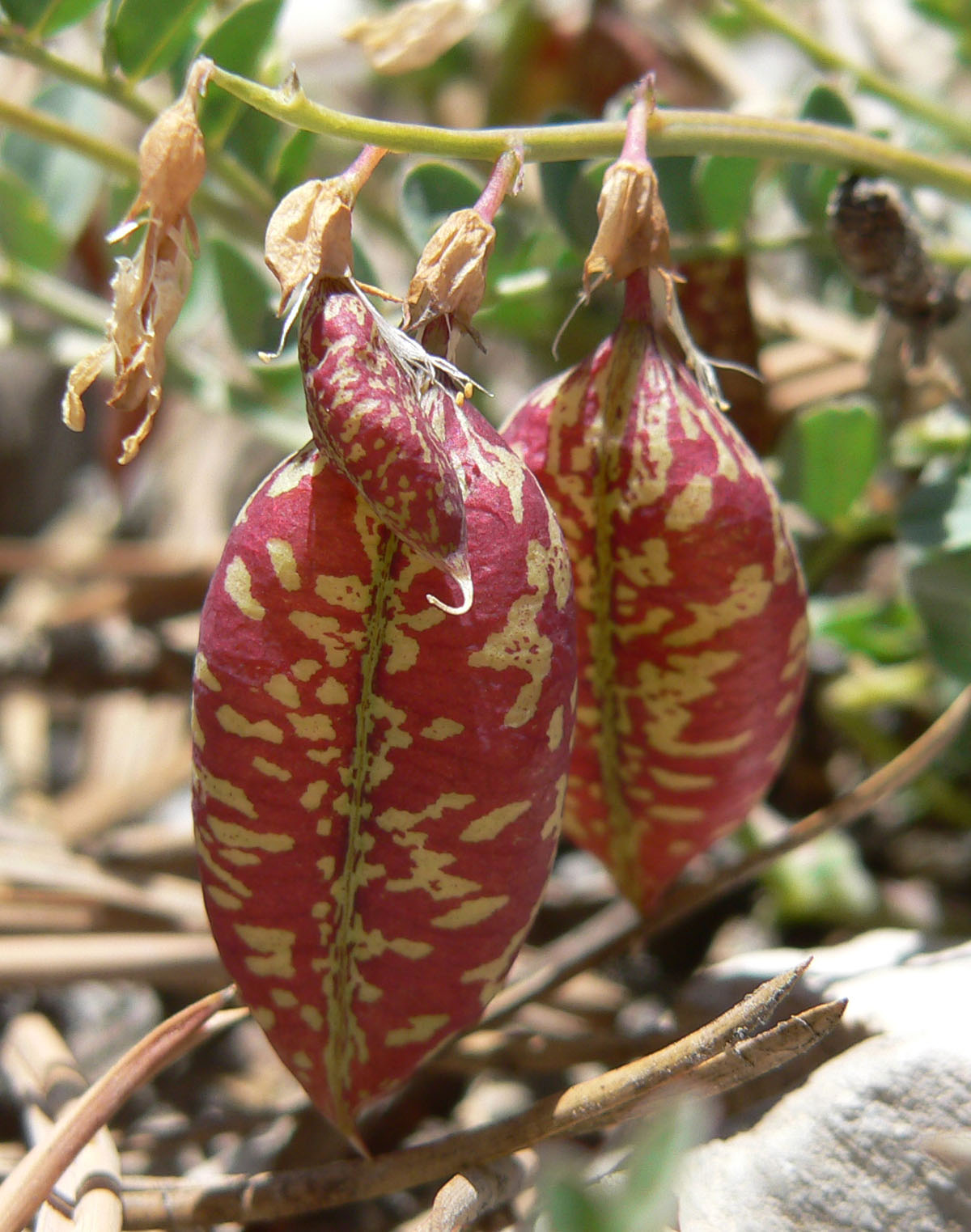

## Опис
Це багаторічна трав'яниста рослина з товстим, переважно безволосим стеблом, що досягає приблизно 30 см завдовжки. Листя має довжину до 15 см і складається з багатьох овальних або округлих листочків. Суцвіття — масив з чотирьох-десяти квіток, кожна до 2,5 см завдовжки. Квітки кремового або червонувато-пурпурового кольору з білими кінчиками. Плід — надутий біб овальної форми та схожий на міхур, завдовжки від 2 до понад 5 см.